# Hidrangenol
Hydrangenol é um composto orgânico natural da família das di-hidro-isocumarinas, abundante nas folhas e talos da espécie Hydrangea macrophylla (hortênsia), onde ocorre em conjunto com o seu 8-O-glicosídeo, (-)-hidrangenol 4'-O-glicosídeo e (+)-hidrangenol 4'-O-glicosídeo.  Uma elevada concentração destes compostos está presente no preparado comercializado sob o nome de Hydrangeae Dulcis Folium, as folhas processadas da variedade H. macrophylla var. thunbergii.